# Einbeeren
Die Einbeeren (Paris) sind eine Pflanzengattung innerhalb der Familie der Germergewächse (Melanthiaceae). Bekannteste Art in Europa ist die Vierblättrige Einbeere, kurz Einbeere.

## Beschreibung

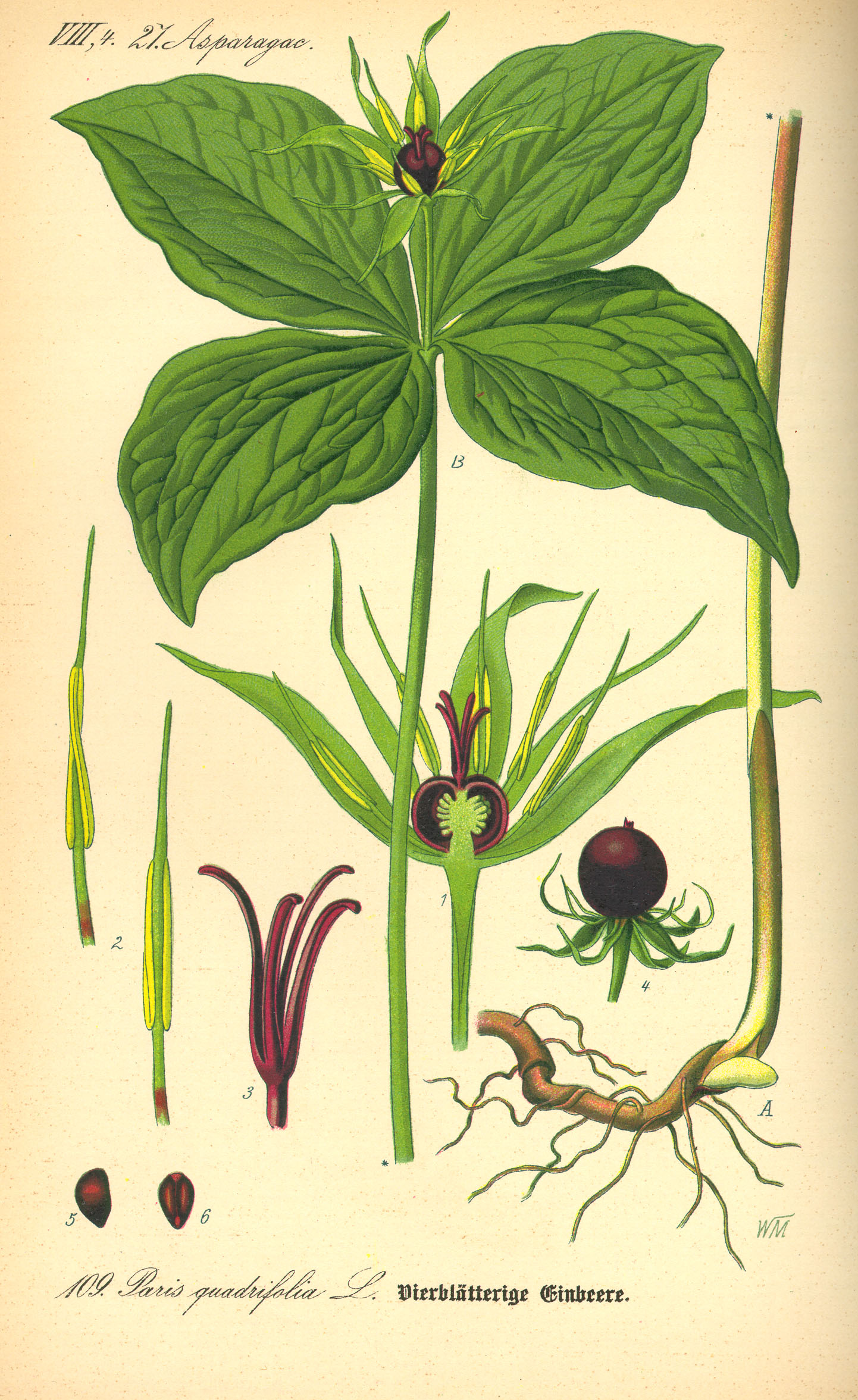
Illustration der Vierblättrigen Einbeere (Paris quadrifolia)

### Erscheinungsbild und Blätter
Die Einbeeren-Arten sind ausdauernde krautige Pflanzen. Das monopodiale (= mit durchgehender Hauptachse) Rhizom dieses Geophyten ist unterschiedlich dick je nach Art. Aus Knospen in den Achseln von Niederblättern werden an der Rhizom-Oberseite aufrechte, unverzweigte Stängel gebildet, die meist einige Jahre nicht blühen und nach der Samenbildung absterben. An einem Stängel stehen in nur einem Quirl je nach Art, selten drei, vier bis mehrere, gestielte Laubblätter. Die einfachen Laubblätter sind lanzettlich bis eiförmig. Auf der Blattspreite sind drei Hauptnerven und dazwischen Netznerven vorhanden. Der Blattrand ist glatt.

### Blüten, Früchte und Samen
An jedem Stängel wird nur eine endständige, gestielte Blüte gebildet. Die zwittrige, radiärsymmetrische Blüte ist vier- bis elfzählig. Es sind meist zwei Kreise mit je vier bis elf freien Blütenhüllblättern vorhanden. Die äußeren Blütenhüllblätter sind lanzettlich bis eiförmig und sind grün oder selten mehr oder weniger weiß. Die inneren Blütenhüllblätter sind fadenförmig, selten fehlen sie. Es sind zwei Kreise mit vier bis elf Staubblättern vorhanden. Die Staubfäden sind dünn und flach. Vier bis elf Fruchtblätter sind zu einem oberständigen Fruchtknoten verwachsen. Der kurze Griffel endet in vier bis elf langlebige Narbenlappen.
Es werden einzeln stehende, gestielte, vier- bis elffächrige, vielsamige, Beeren oder beerenähnliche Kapselfrüchte gebildet, die einige oder viele Samen enthalten. Die Samen einiger Arten sind von einem Arillus umgeben.

### Erbgut
Das Erbgut von Paris japonica enthält 150 Milliarden Basenpaare (etwa 50 mal so viele wie das menschliche Genom enthält) und ist damit nach derzeitigem Stand das größte Genom der Lebewesen, falls sich die Ergebnisse für die Amöbe Polychaos dubium 1968 wie verschiedentlich erwartet als veraltet bzw. falsch erweisen.

## Inhaltsstoffe und Giftigkeit
Alle Pflanzenteile sind giftig, besonders die Früchte. Die Einbeeren enthalten giftige Saponine: Steroidsaponine und Glykoside: Paridin, Paristyphnin, Pennogenin.
Die ganze Pflanze wurde früher in der Volksmedizin als Mittel gegen ansteckende Krankheiten angewandt (Pestbeere).
Die Rhizome vieler Arten werden in der traditionellen chinesischen Medizin verwendet, die Droge wird Rhizoma Paridis genannt.

## Systematik und Vorkommen
Die Gattung Paris wurde durch Carl von Linné aufgestellt. Die Herkunft des Gattungsnamens Paris ist nicht geklärt. Der Name ist allerdings alt. Schon Leonhart Fuchs (1501–1566) kannte die Vierblättrige Einbeere unter dem Namen: Herba Paris.
Die Gattung Paris ist in Eurasien verbreitet. Arten sind in Bhutan, China, Indien, Japan, Korea, Laos, Mongolei, Myanmar, Nepal, Sikkim, Thailand, Vietnam, Russland und Europa beheimatet. In China kommen 22 Arten vor, davon sind 12 dort endemisch. Die Arten wachsen meist in der Krautschicht von Wäldern oder seltener an feuchten Stellen entlang von Flüssen.

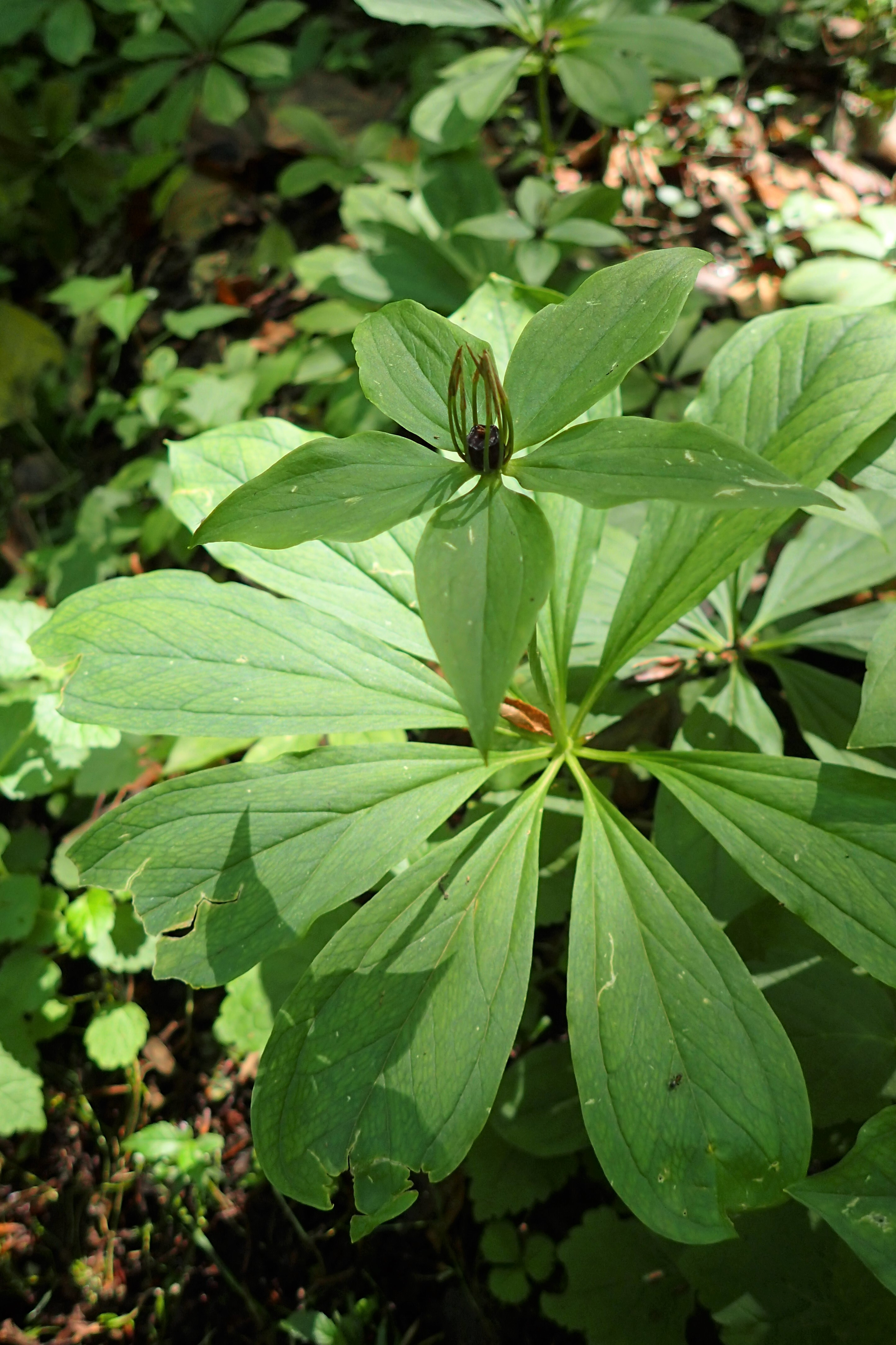
Untergattung Paris: Paris incompleta

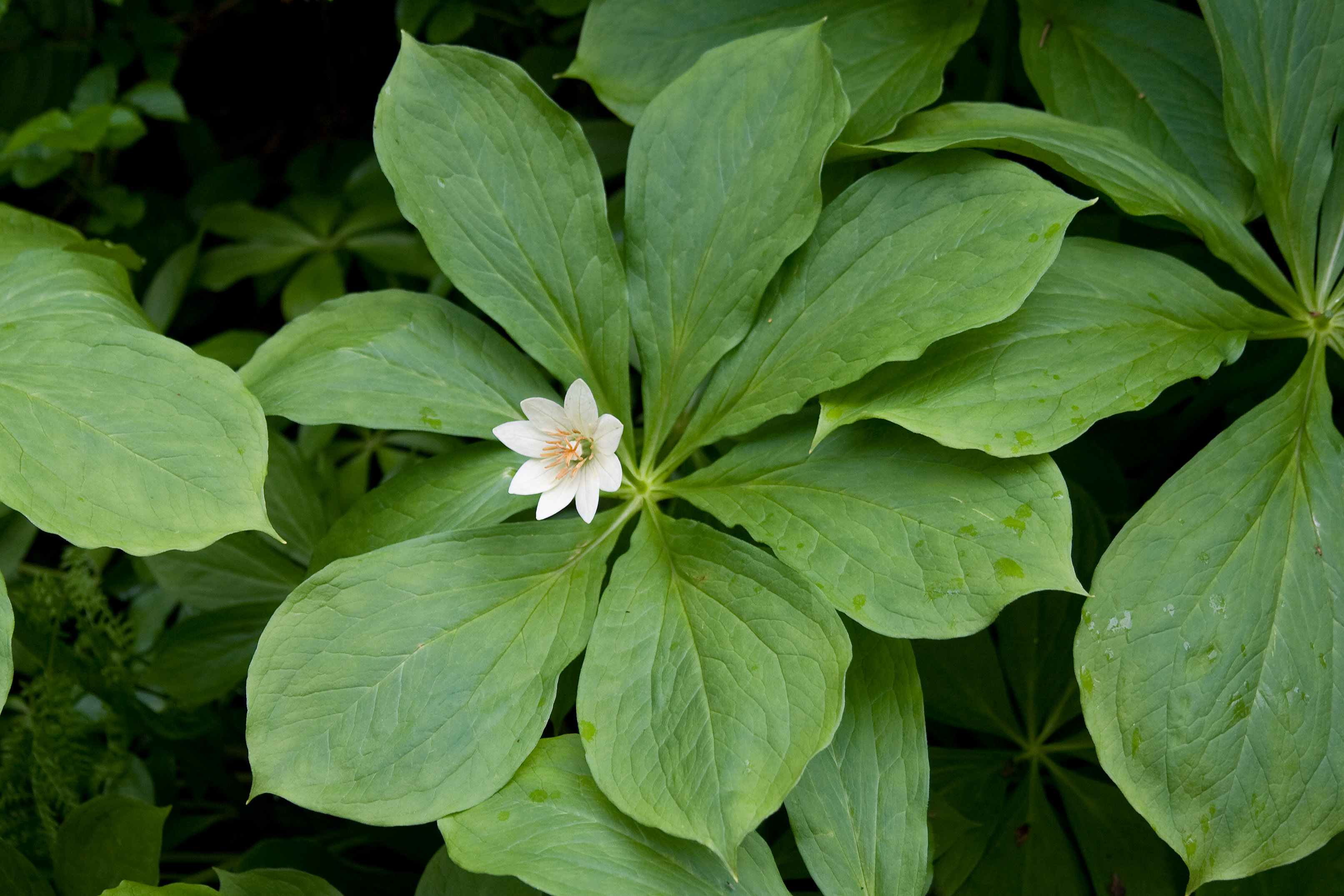
Untergattung Paris: Paris japonica

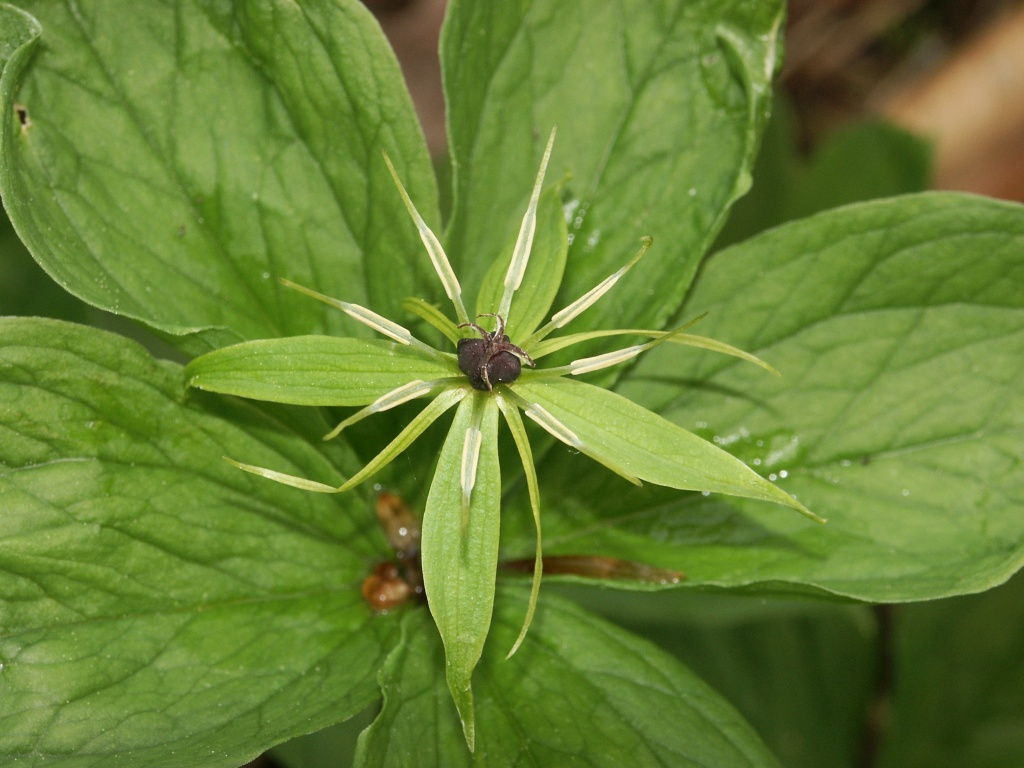
Untergattung Paris: Vierblättrige Einbeere (Paris quadrifolia) mit Blüte von oben

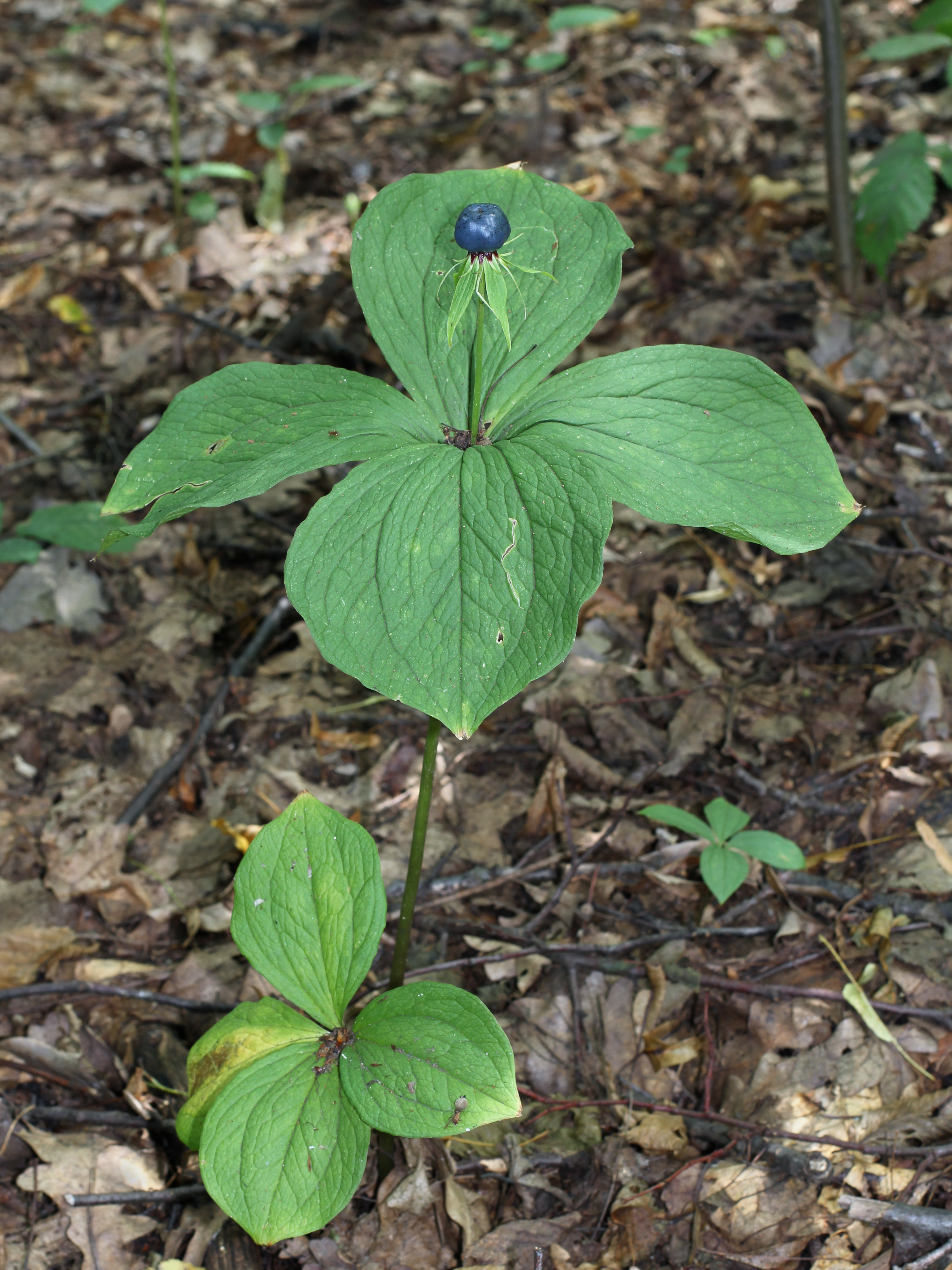
Untergattung Paris: Vierblättrige Einbeere (Paris quadrifolia) mit Frucht

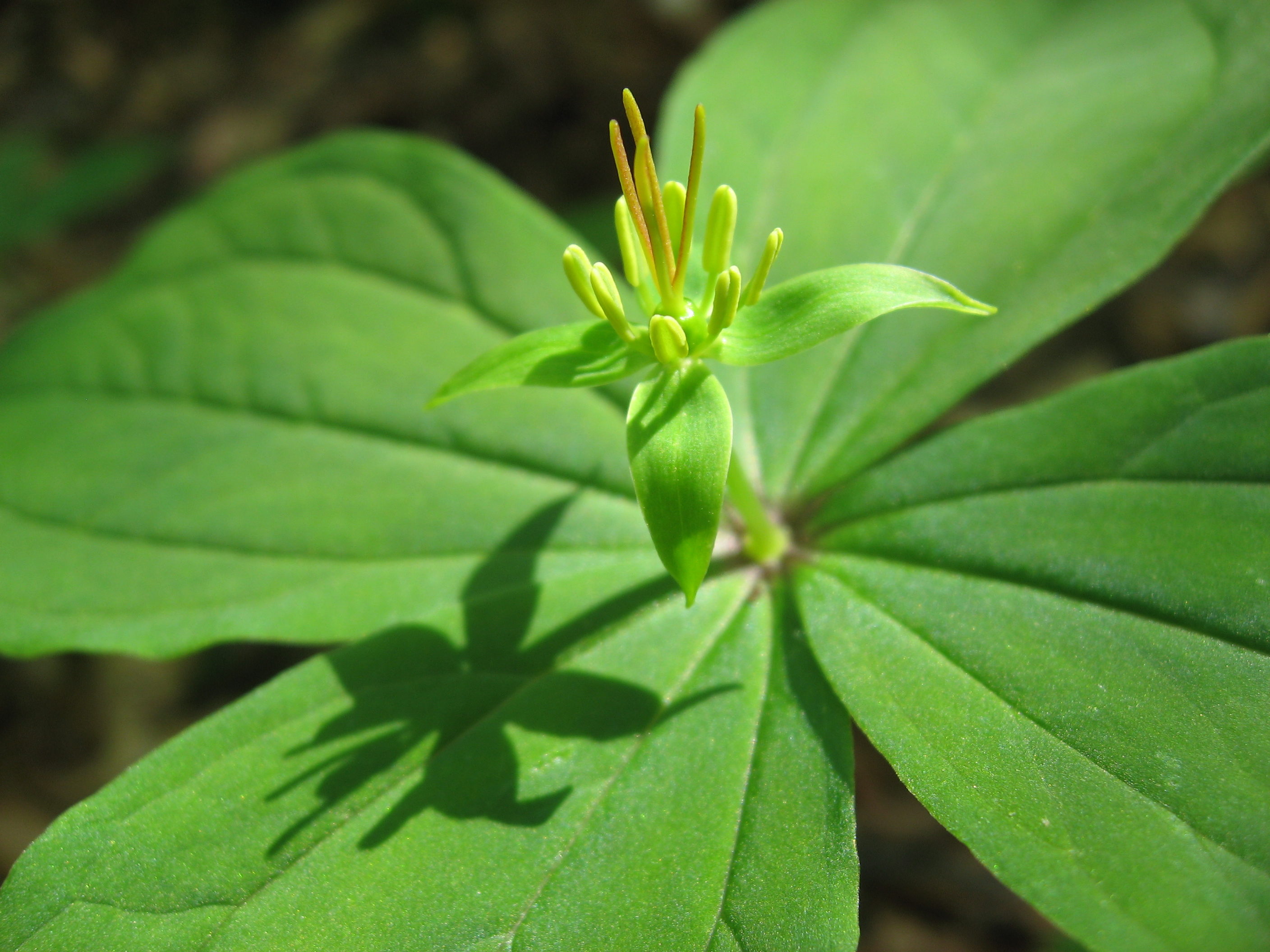
Untergattung Paris: Paris tetraphylla mit Blüte

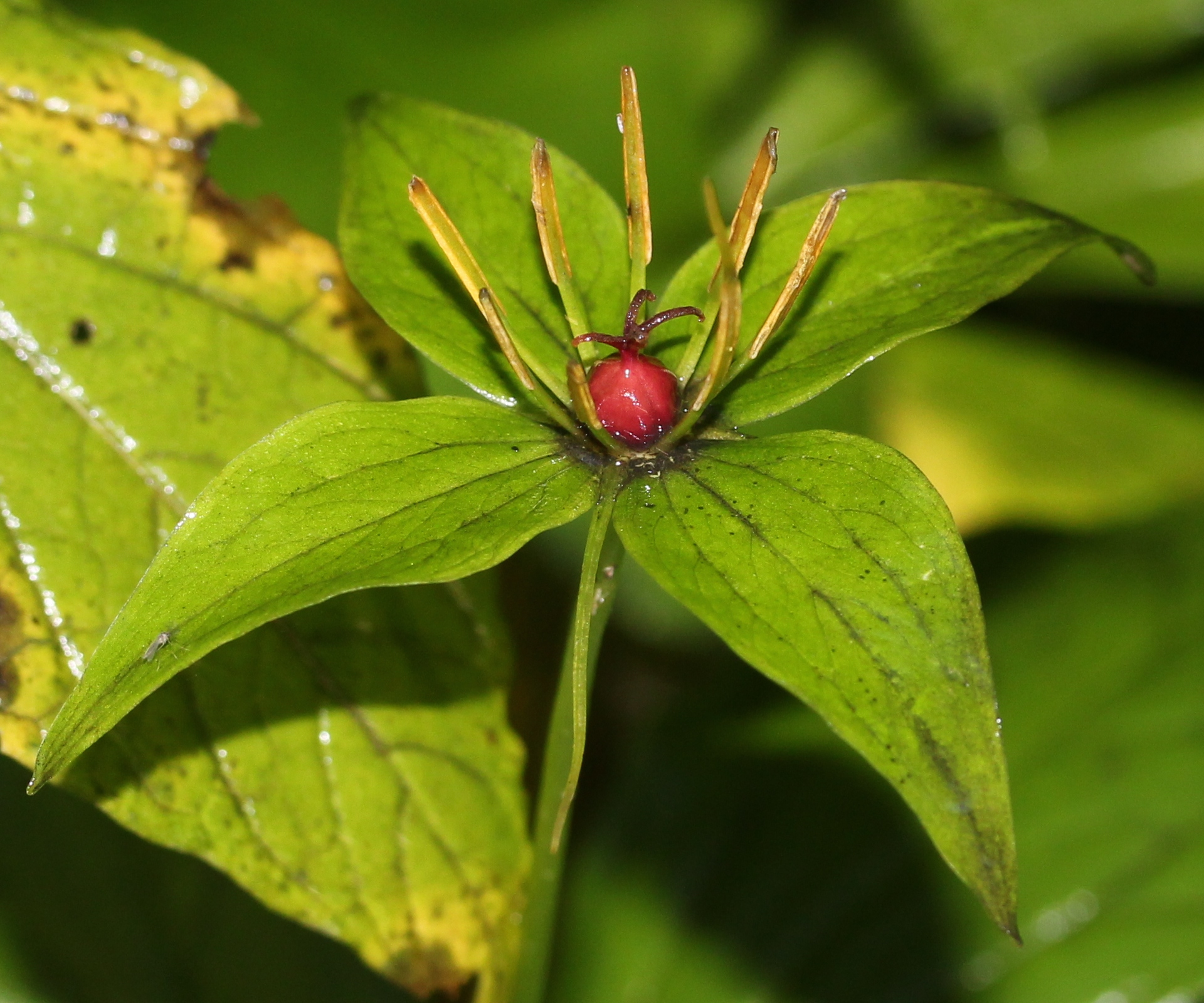
Untergattung Paris: Paris verticillata mit Blüte

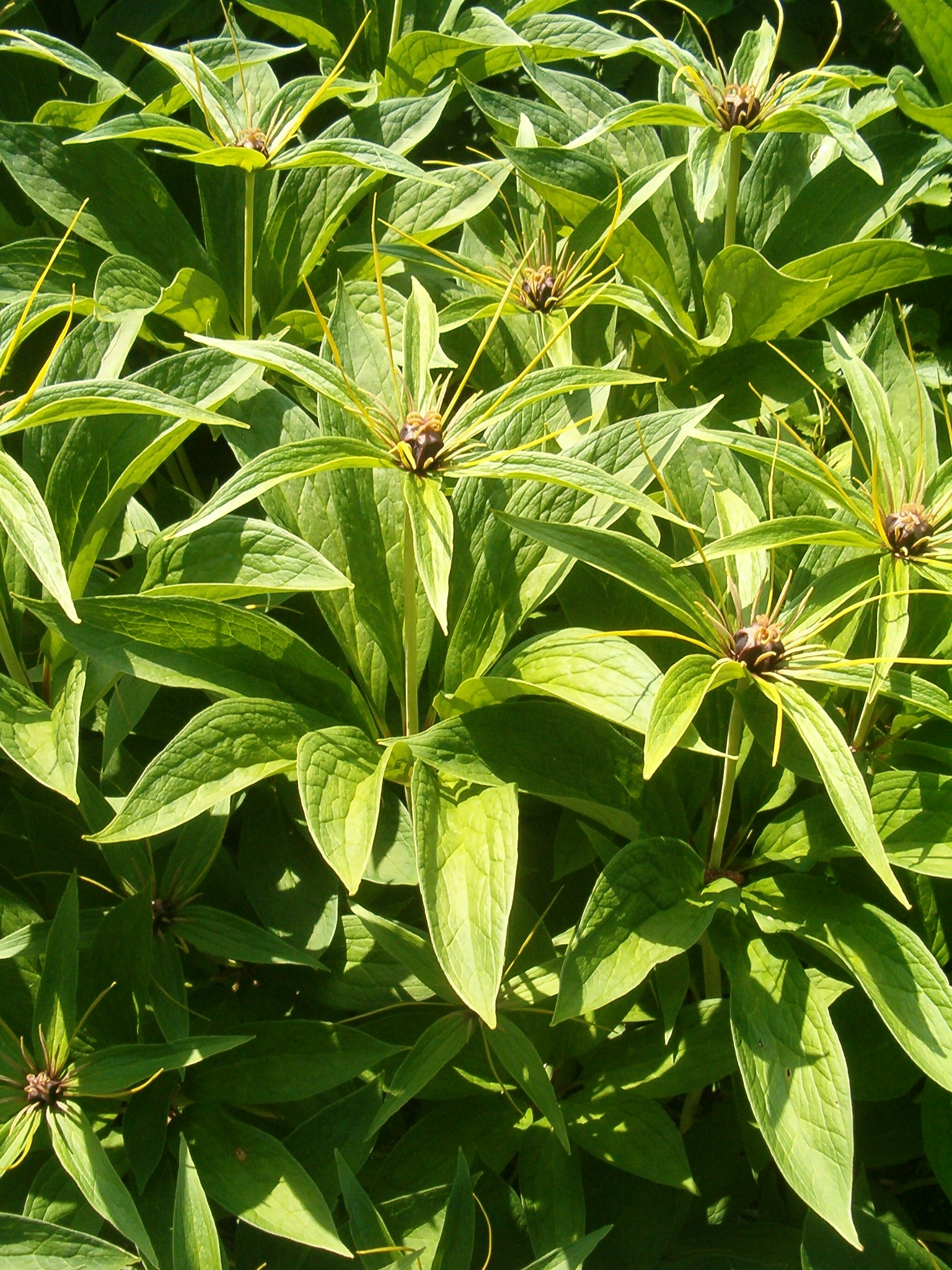
Untergattung Daiswa: Paris polyphylla

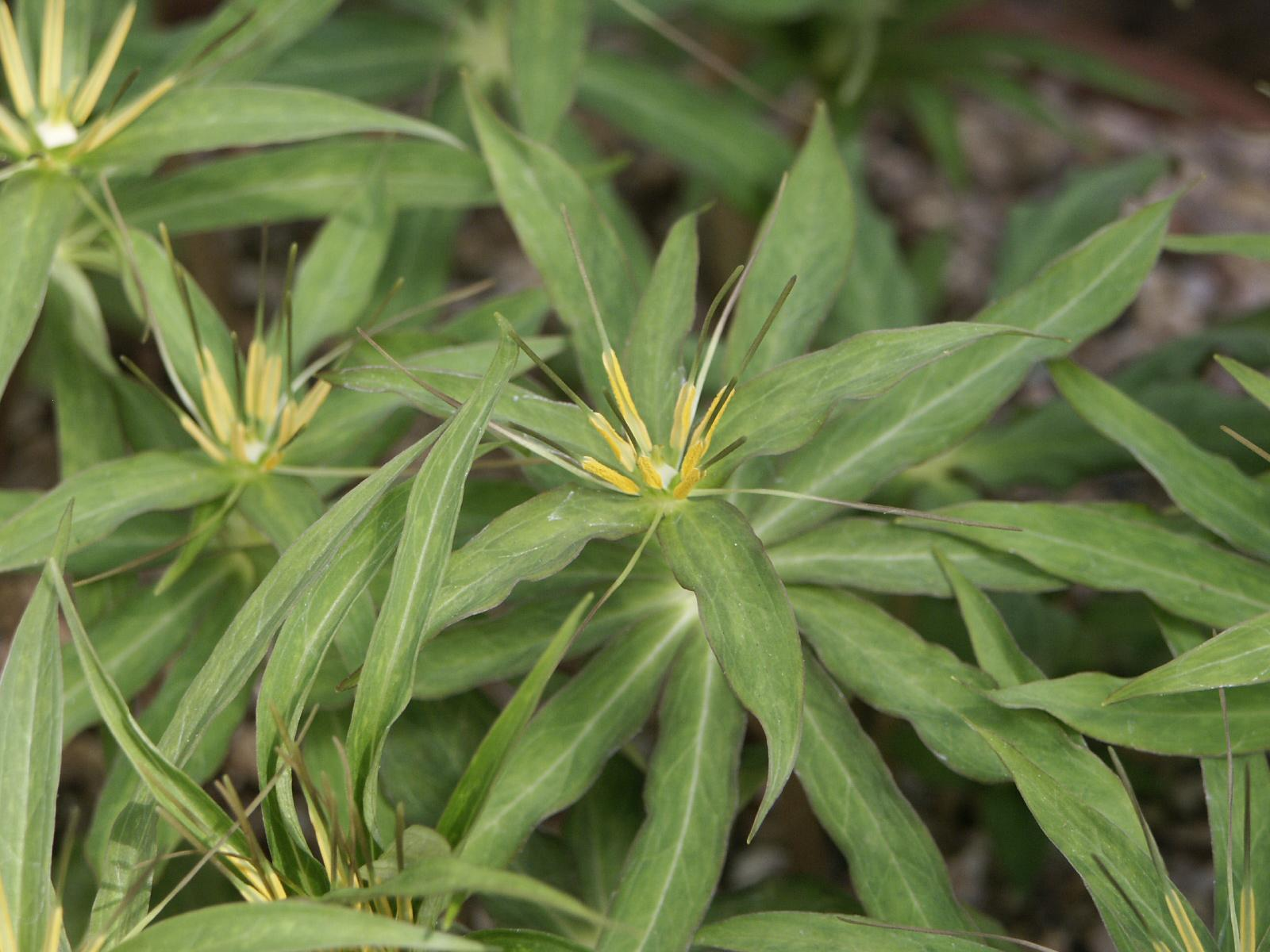
Untergattung Daiswa: Blühende Paris thibetica

Früher wurde die Gattung Paris zu den Familien der Spargelgewächse (Asparagaceae) oder der Liliengewächse (Liliaceae) gestellt. Heute gehört die Gattung Paris in die Tribus Parideae, die den Umfang der früheren Familie Trilliaceae Chevall. besitzt, und gehört damit in die Familie der Germergewächse (Melanthiaceae Batsch ex Borkh.). Die Gattung Paris ist nah mit der Gattung Trillium verwandt. Die Blüten der Gattung Trillium sind aber wie die meist Einkeimblättrigen dreizählig. Die Blüten der Gattung Paris sind dagegen vier- bis elfzählig.
Ob die Arten der Gattung Daiswa Raf. als Untergattung Daiswa innerhalb der Gattung Paris L. enthalten sind, wird diskutiert. Hier die Darstellung mit den zwei Untergattungen Daiswa und Paris. Wenn die Untergattung Daiswa nicht enthalten ist, dann enthält die Gattung Paris nur etwa elf Arten. Auch die einzige Art der ehemaligen monotypischen Gattung Kinugasa Tatew. & Sutô gehört dabei zur Gattung Paris L.
- Die Untergattung Paris wird seit 2006 in zwei Sektionen gegliedert:
  - Sektion Kinugasa (Tatew. & Sutô) Hara: Sie enthält nur eine Art:
    - Paris japonica (Franch. & Sav.) Franch. (Syn.: Kinugasa japonica (Franch. & Sav.) Tatew. & Suto, Trillidium japonicum Franch. & Sav.)

  - Sektion Paris: Sie enthält fünf Arten.
- Die Untergattung Daiswa (Raf.) H.Li wird seit 2006 in sechs Sektionen gegliedert:
  - Sektion Axiparis H.Li: Sie enthält seit 2017 sechs Arten.[4]
  - Sektion Dunnianae H.Li: Sie enthält nur einer Art:
    - Paris dunniana H.Léveillé

  - Sektion Euthyra (Salisbury) Franchet: Sie enthält acht Arten.
  - Sektion Marmoratae H.Li: Sie enthält nur zwei Arten.
  - Sektion Fargesianae H.Li: Sie enthält nur einer Art:
    - Paris fargesii Franchet

  - Sektion Thibeticae H.Li: Sie enthält nur einer Art:
    - Paris thibetica Franchet

Es gibt etwa 28 Paris-Arten in zwei Untergattungen (Liste ohne Einteilung in Sektionen):
- Untergattung Daiswa (Raf.) H.Li: Sie besitzen dicke Rhizome, einkammerige Fruchtknoten mit Parietalplazentation, beerenartige Kapselfrüchte und Samen mit einem sukkulenten Arillus. Mit etwa 12 bis 16 Arten:
  - Paris caobangensis Y.H.Ji, H.Li & Z.K.Zhou: Sie wurde 2006 aus dem nördlichen Vietnam erstbeschrieben.[6][7]
  - Paris cronquistii (Takht.) H.Li: Sie kommt vor im südwestlichen Guangxi, in Guizhou, Sichuan und im südöstlichen Yunnan in Höhenlagen zwischen 900 und 2100 Metern.[8]
  - Paris daliensis H.Li & V.G.Soukup: Es ist ein Endemit des westlichen Yunnan in Höhenlagen von etwa 2600 Metern.[8]
  - Paris delavayi Franchet: Sie kommt vor in Vietnam und den chinesischen Provinzen Guizhou, Hubei, Hunan, Jiangxi, Sichuan und Yunnan in Höhenlagen zwischen 1300 und 2000 Meter.[8]
  - Paris dunniana H.Lév.: Sie kommt vor in Guizhou, Hainan und Yunnan in Höhenlagen von nahe Meereshöhe bis 1100 Meter.[8]
  - Paris fargesii Franchet: Sie kommt vor in Vietnam und den chinesischen Provinzen Guangdong, Guangxi, Guizhou, Hubei, Hunan, Jiangxi, Sichuan und Yunnan in Höhenlagen zwischen 500 und 2100 Metern.[8]
  - Paris luquanensisH.Li: Es ist ein Endemit des nördlichen zentralen Yunnan in Höhenlagen zwischen 2100 und 2800 Metern.[8]
  - Paris mairei H.Lév.: Sie kommt vor in Guizhou, im westlichen Sichuan und im nördlichen Yunnan in Höhenlagen zwischen 1800 und 3500 Metern.[8]
  - Paris marmorata Stearn: Sie kommt vor in Bhutan, im nördlichen Indien, Nepal, südliches Tibet und in den chinesischen Provinzen Sichuan sowie Yunnan.[8]
  - Paris polyandra S.F.Wang: Es ist ein Endemit des südwestlichen Sichuan in Höhenlagen zwischen 1200 und 1600 Metern.[8]
  - Paris polyphylla Sm. (inkl. Paris birmanica (Takht.) H.Li & Noltie): Sie kommt mit mehreren Varietäten in Bhutan, Indien, Laos, Myanmar, Nepal, Sikkim, Thailand, Vietnam, Taiwan, Tibet und den chinesischen Provinzen Anhui, Fujian, Gansu, Guangdong, Guangxi, Guizhou, Henan, Hubei, Hunan, Jiangsu, Jiangxi, Shaanxi, Shanxi, Sichuan, Yunnan sowie Zhejiang vor.[8]
  - Paris stigmatosa Shu-dong Zhang: Mit dreizähligen Blüten. Es ist ein Endemit des östlichen Yunnan und gedeiht in Höhenlagen von selten 2500 bis meist 2600 bis 2900 Metern.[8]
  - Paris tengchongensis Y.H.Ji, C.J.Yang & Yu L.Huang: Sie wurde 2017 aus Yunnan erstbeschrieben.[4]
  - Paris thibetica Franchet (Syn.: Paris wenxianensis Z.X.Peng & R.N.Zhao): Sie kommt vor in Bhutan, Myanmar, Sikkim, südlichen Tibet und den chinesischen Provinzen südliches Gansu, Guizhou, Sichuan sowie nordwestliches Yunnan.[8]
  - Paris undulata H.Li & V.G.Soukup: Es ist ein Endemit des zentralen Sichuan.[8]
  - Paris vietnamensis (Takht.) H.Li: Sie kommt vor in Vietnam und den chinesischen Provinzen Guangxi und Yunnan.[8]
  - Paris xichouensis (H.Li) Y.H.Ji, H.Li & Z.K.Zhou (Syn.: Paris cronquistii var. xichouensis H.Li): Dieser Endemit gedeiht in immergrünen Wäldern an den Hängen im tropischen Karst in Höhenlagen von 1400 bis 1500 Metern nur in Xichou Xian im südöstlichen Yunnan.[8]

- Untergattung Paris:
  - Paris axialis H.Li: Sie gedeiht in Höhenlagen von 700 bis 3000 Metern in Sichuan und im nordöstlichen Yunnan.[8]
  - Paris bashanensis F.T.Wang & Tang: Sie gedeiht in Höhenlagen 1400 und 4300 Metern im westlichen Hubei und in Sichuan.[8]
  - Paris dulongensis H.Li & Kurita: Es ist ein Endemit des nordwestlichen Yunnan in Höhenlagen zwischen 1500 und 1600 Metern.[8]
  - Paris forrestii (Takht.) H.Li: Sie kommt in Myanmar, im südöstlichen Tibet und in der chinesischen Provinz westliches Yunnan vor.[8]
  - Paris incompleta M.Bieb.: Sie kommt vor von der nordöstlichen Türkei bis zum Kaukasusraum.[6]
  - Paris japonica (Franch. & Sav.) Franch.: Dieser Endemit kommt nur auf der japanischen Insel Honshu vor.[6]
  - Vierblättrige Einbeere (Paris quadrifolia L.): Diese Art hat die weiteste Verbreitung: Europa, Sibirien, Mongolei und die chinesischen Provinzen nördliches Heilongjiang sowie nördliches Xinjiang.[8]
  - Paris rugosa H.Li & Kurita: Es ist ein Endemit im nordwestlichen Yunnan in Höhenlagen zwischen 1500 und 1700 Metern.[8]
  - Paris tetraphylla A.Gray: Sie ist in Japan verbreitet.[6]
  - Paris vaniotii H.Léveillé: Sie kommt in Myanmar und in den chinesischen Provinzen Guizhou, Hunan sowie Yunnan vor.[8]
  - Paris verticillata M.Bieb.: Sie kommt in Japan, Korea, der Mongolei, Sibirien und den chinesischen Provinzen Anhui, Gansu, Hebei, Heilongjiang, Jilin, Liaoning, Nei Mongol, Shaanxi, Shanxi, nordwestliches Sichuan sowie Zhejiang vor.[8]

Weitere Arten (ohne Zuordnung zu einer Untergattung):
- Paris caojianensis B.Z.Duan & Yu Yu Liu: Die 2017 erstbeschriebene Art kommt in Yunnan vor.[6]
- Paris lihengiana G.W.Hu & Q.F.Wang: Die 2019 erstbeschriebene Art kommt in Yunnan vor.[6]
- Paris nitida G.W.Hu, Zhi Wang & Q.F.Wang: Die 2017 erstbeschriebene Art kommt im zentralen, südlichen und östlichen China vor.[6]
- Paris qiliangiana H.Li, Jun Yang bis & Y.H.Wang: Die 2017 erstbeschriebene Art kommt in Hubei vor.[6]
- Paris variabilis Z.Y.Yang, C.J.Yang & Y.H.Ji: Die 2019 erstbeschriebene Art kommt in Yunnan vor.[6]

## Weiterführende Literatur
- Susan B. Farmer & Edward E. Schilling: Phylogenetic Analyses of Trilliaceae based on Morphological and Molecular Data. In: Systematic Botany, Volume 27, Issue 4, 2002, S. 674–692: Online. (PDF; 545 kB)